# Giang Thành (huyện)
Giang Thành là một huyện thuộc tỉnh Kiên Giang, Việt Nam.

## Địa lý
Huyện Giang Thành nằm ở phía tây bắc tỉnh Kiên Giang, có vị trí địa lý:
- Phía đông giáp huyện Hòn Đất và huyện Tri Tôn, tỉnh An Giang
- Phía tây và phía bắc giáp Campuchia
- Phía nam giáp thành phố Hà Tiên và huyện Kiên Lương.

Huyện Giang Thành có đường biên giới với Campuchia về phía bắc và tây bắc, có cửa khẩu Giang Thành.

## Hành chính
Huyện Giang Thành có 5 đơn vị hành chính cấp xã trực thuộc, bao gồm 5 xã: Phú Lợi, Phú Mỹ, Tân Khánh Hòa (huyện lỵ), Vĩnh Điều, Vĩnh Phú.
Bản đồ hành chính huyện Giang Thành, tỉnh Kiên Giang
| \| Xã (5) \| \| \| \| \| \| Phú Lợi \| 100,34 \| 4.075 \| 40 \| 5 ấp \| \| Phú Mỹ \| 129,01 \| 5.456 \| 42 \| 6 ấp \| \| Tân Khánh Hòa \| 51,74 \| 6.212 \| 120 \| 7 ấp \| \| Vĩnh Điều \| 85,23 \| 6.759 \| 79 \| 6 ấp \| \| Vĩnh Phú \| 47,16 \| 7.383 \| 156 \| 5 ấp \| \| Toàn huyện \| 413,49 \| 29.882 \| 72 \| 29 ấp \| |                          |                         |                    |            |
| Nguồn: Đề án thành lập thị trấn Tân Khánh Hòa thuộc huyện Giang Thành, tỉnh Kiên Giang |                          |                         |                    |            |
| Tên | Diện tích năm 2021 (km²) | Dân số năm 2021 (người) | Mật độ (người/km²) | Hành chính |
| Xã (5) |                          |                         |                    |            |
| Phú Lợi | 100,34                   | 4.075                   | 40                 | 5 ấp       |
| Phú Mỹ | 129,01                   | 5.456                   | 42                 | 6 ấp       |
| Tân Khánh Hòa | 51,74                    | 6.212                   | 120                | 7 ấp       |
| Vĩnh Điều | 85,23                    | 6.759                   | 79                 | 6 ấp       |
| Vĩnh Phú | 47,16                    | 7.383                   | 156                | 5 ấp       |
| Toàn huyện | 413,49                   | 29.882                  | 72                 | 29 ấp      |

## Lịch sử

### Thời Pháp thuộc
Thời Pháp thuộc, Giang Thành là tên một quận thuộc tỉnh Hà Tiên.
Sau năm 1956, chính quyền Việt Nam Cộng hòa quyết định giải thể tỉnh Hà Tiên, sáp nhập vào tỉnh Kiên Giang vừa mới thành lập. Lúc này, quận Giang Thành cũng bị giải thể, sáp nhập vào địa bàn quận Hà Tiên thuộc tỉnh Kiên Giang.
Ngày 31 tháng 5 năm 1961, chính quyền Việt Nam Cộng hòa cho thành lập quận Kiên Lương thuộc tỉnh Kiên Giang. Quận Kiên Lương gồm 5 xã tách từ quận Kiên Thành và quận Hà Tiên trước đó.
Năm 1957, chính quyền Mặt trận dân tộc giải phóng miền Nam Việt Nam (sau này là Chính phủ Cách mạng lâm thời Cộng hòa Miền Nam Việt Nam) và Việt Nam Dân chủ Cộng hòa cũng quyết định giải thể tỉnh Hà Tiên, sáp nhập vào địa bàn tỉnh Rạch Giá. Khi đó, quận Giang Thành cũng bị giải thể và sáp nhập vào địa bàn huyện Hà Tiên, tỉnh Rạch Giá.
Năm 1965, chính quyền Cách mạng giao huyện Hà Tiên cho tỉnh An Giang quản lý.
Đến năm 1967 lại trả hai huyện Hà Tiên về cho tỉnh Rạch Giá như trước.
Tuy nhiên, năm 1971 khi Trung ương Cục miền Nam quyết định thành lập tỉnh Châu Hà, tách ra từ tỉnh An Giang, trên phần đất tỉnh Châu Đốc và tỉnh Hà Tiên trước đó thì huyện Hà Tiên lại được giao về cho tỉnh Châu Hà quản lý.
Đến năm 1974 huyện Hà Tiên lại thuộc tỉnh Long Châu Hà.
Sau ngày 30 tháng 4 năm 1975, chính quyền quân quản Cộng hòa miền Nam Việt Nam ban đầu vẫn đặt huyện Hà Tiên thuộc tỉnh Long Châu Hà cho đến đầu năm 1976.

### Từ năm 1976 đến nay
Từ tháng 2 năm 1976, Hà Tiên là một huyện thuộc tỉnh Kiên Giang.
Ngày 8 tháng 7 năm 1998, Chính phủ ban hành Nghị định 47/1998/NĐ-CP. Theo đó, tách một phần diện tích và dân số của huyện Hà Tiên để thành lập thị xã Hà Tiên (nay là thành phố Hà Tiên).
Ngày 21 tháng 4 năm 1999, Chính phủ ban hành Nghị định số 28/1999/NĐ-CP. Theo đó, đổi tên huyện Hà Tiên thành huyện Kiên Lương.
Ngày 29 tháng 6 năm 2009, Chính phủ ban hành Nghị quyết số 29/NQ-CP. Theo đó, thành lập huyện Giang Thành trên cơ sở điều chỉnh 40.744,3 ha diện tích tự nhiên và 28.910 người của huyện Kiên Lương (bao gồm toàn bộ diện tích và dân số của 5 xã: Phú Mỹ, Phú Lợi, Tân Khánh Hòa, Vĩnh Điều và Vĩnh Phú).
Sau khi thành lập, huyện Giang Thành có 5 xã trực thuộc nói trên như hiện nay. Trụ sở huyện lỵ đặt tại xã Tân Khánh Hòa.

## Kinh tế
Huyện Giang Thành hoạt động nông nghiệp là chủ yếu với lúa là cây chủ lực (Với năng suất 7 - 8 tấn/ha/năm). Hoạt động mua bán - dịch vụ mạnh nhất tập trung vào Đầm Chít, Giang Thành, Chợ Đình (Vĩnh Điều), Chợ Tà êm (Vĩnh Điều), và chợ Phú mỹ (phú mỹ)
Huyện Giang Thành có tiềm năng lớn về phát triển kinh tế nông nghiệp sản xuất lúa, hoa màu và nuôi trồng thủy sản. Diện tích gieo cấy đến năm 2015 là 64,180 ha, Sản lượng lương thực hàng năm đạt gần 379 tấn, bình quân 13 tấn/người/năm, tốc độ phát triển GDP hàng năm tăng tứ 9,77% đến 12,85%, thu nhập bình quân năm 2014 đạt 36,07 triệu đồng/người/năm.
Trên địa bàn huyện có 2 công ty nuôi trồng thủy sản lớn (BIM, Thông thuận), với diện tích nuôi tôm công nghiệp khoảng 750 ha, cho thu hoạch sản lượng hàng năm bình quân khoảng 7.000 tấn. Ngoài ra còn có khoảng 2000ha diện tích mặt nước được người dân đưa vào nuôi tôm quãng canh, khoảng 100 ha nuôi cá, vừa làm mô hình tôm- lúa, nuôi xen tôm-cua,... cho sản lượng bình quân hàng năm khoảng 500 tấn.
Huyện có 1 cửa khẩu quốc gia Giang Thành và 3 đường tiểu ngạch (Nha Sáp, Chợ Đình, Cây Dương) thuận tiện cho việc phát triển kinh tế mậu dịch, với giá trị kim ngạch xuất khẩu năm sau luôn cao hơn năm trước (quý IV năm 2009 là 0,495 triệu USD, năm 2010 là 2,81 triệu USD, năm 2011 là 6,56 triệu USD, năm 2014 là 10,8 triệu USD, đến 6 tháng đầu năm 2015 đạt 6,451 triệu USD). Khu kinh tế cửa khẩu Quốc gia có tổng diện tích 45,9 ha, tổng giá trị đầu tư 20 tỷ đồng (giá trị khái toán ban đầu), hiện đang triển khai thực hiện cầu bắt qua sông Giang Thành (dự kiến hoàn thành cuối năm 2015) các hạn mục khác đang huy động vốn để triển khai dự án.

## Dân số
Huyện Giang Thành có diện tích 412,84 km², dân số năm 2020 là 29.308 người, mật độ dân số đạt 71 người/km².
Huyện Giang Thành có diện tích 413,49 km², dân số năm 2021 là 29.882 người, mật độ dân số đạt 72 người/km².

## Giao thông

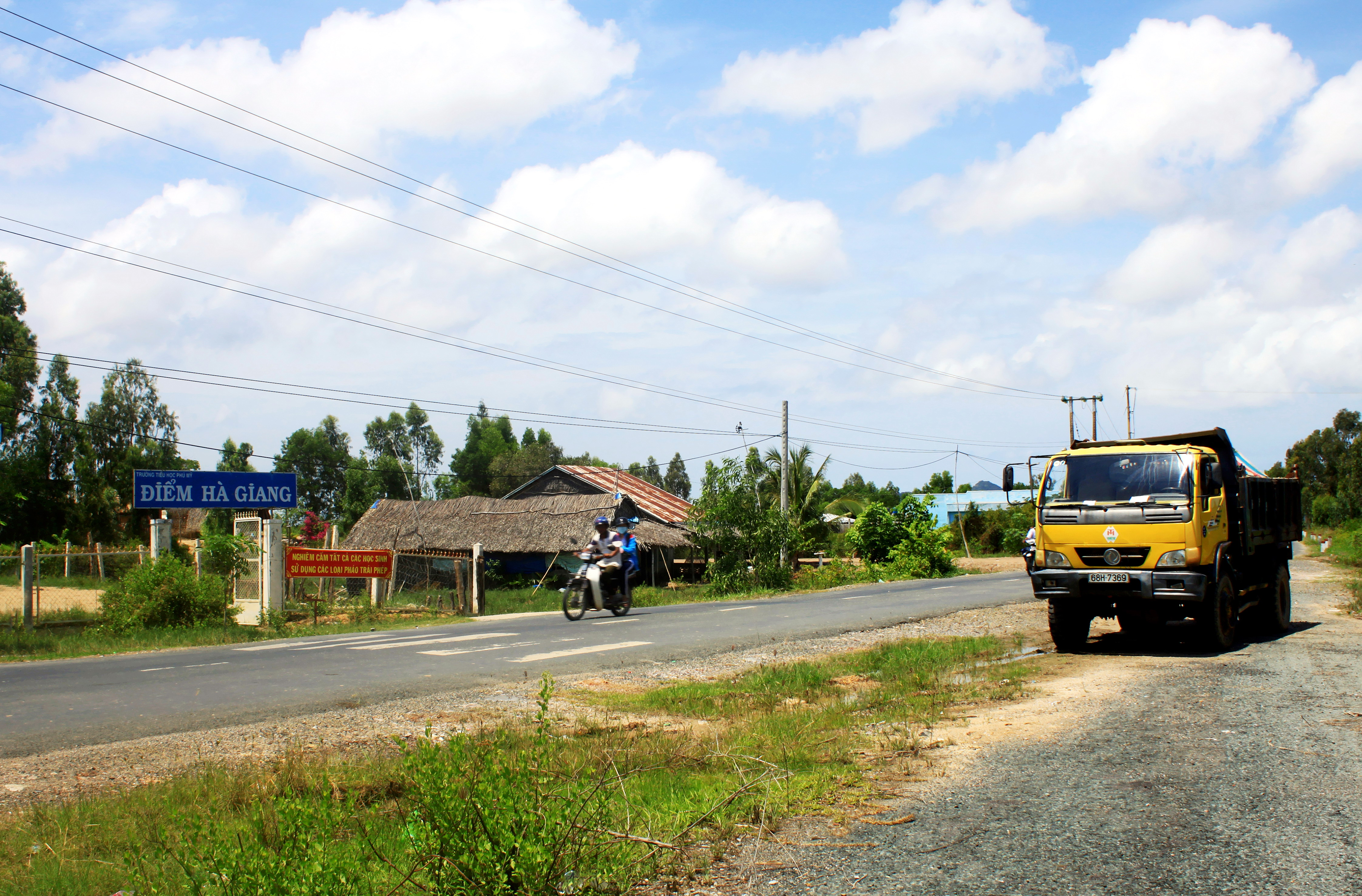
Quốc lộ N1 là tuyến đường chính ở huyện Giang Thành

Tuyến đường được quy hoạch giao thông ổn định nhất từ xã Vĩnh Phú tới ấp Tà Êm, xã Vĩnh Điều.